# Saint-Just-sur-Viaur
Saint-Just-sur-Viaur este o comună în departamentul Aveyron din sudul Franței. În 1 ianuarie 2022 avea o populație de 210 de locuitori.